# Yorkshire Sculpture Park
Le Yorkshire Sculpture Park, ou Parc de sculpture du Yorkshire, est un musée en plein air situé dans la cité de Wakefield, dans le Yorkshire de l'Ouest.
Y sont notamment présentées des œuvres d'artistes britanniques tels que Henry Moore et Barbara Hepworth. Le parc organise également des expositions temporaires d'artistes internationaux tels que Eugène Dodeigne, Eduardo Chillida, Andy Goldsworthy, David Nash, Jaume Plensa, Ai Weiwei. 
| image | artisan              |
| ----- | -------------------- |
|       | Ai Weiwei            |
|       | Kenneth Armitage     |
|       | Michael Ayrton       |
|       | Jonathan Borofsky    |
|       | Anthony Caro         |
|       | Eduardo Chillida     |
|       | Jesse Darling        |
|       | Mark di Suvero       |
|       | Eugène Dodeigne      |
|       | Helen Escobedo       |
|       | Brian Fell           |
|       | Alec Finlay          |
|       | Leo Fitzmaurice      |
|       | Günter Wagner        |
|       | Barry Flanagan       |
|       | Elisabeth Frink      |
|       | Elisabeth Frink      |
|       | Andy Goldsworthy     |
|       | Andy Goldsworthy     |
|       | Andy Goldsworthy     |
|       | Nigel Hall           |
|       | Nigel Hall           |
|       | Barbara Hepworth     |
|       | Phillip King         |
|       | Sol LeWitt           |
|       | Igor Mitoraj         |
|       | Henry Moore          |
|       | Henry Moore          |
|       | Henry Moore          |
|       | Henry Moore          |
|       | Henry Moore          |
|       | Henry Moore          |
|       | Henry Moore          |
|       | David Nash           |
|       | Isamu Noguchi        |
|       | Dennis Oppenheim     |
|       | Zak Ové              |
|       | Eduardo Paolozzi     |
|       | Tim Paul             |
|       | Tim Paul             |
|       | Jaume Plensa         |
|       | Jaume Plensa         |
|       | Ronald Rae           |
|       | Peter Randall-Page   |
|       | Sophie Ryder         |
|       | Sophie Ryder         |
|       | Ulrich Rückriem      |
|       | Sarah Statton        |
|       | William Turnbull     |
|       | James Turrell        |
|       | Winter/Hörbelt       |
|       | Austin Andrew Wright |
|       | Gordon Young         |
|       | Michael Zwingmann    |